# Sostegno a distanza

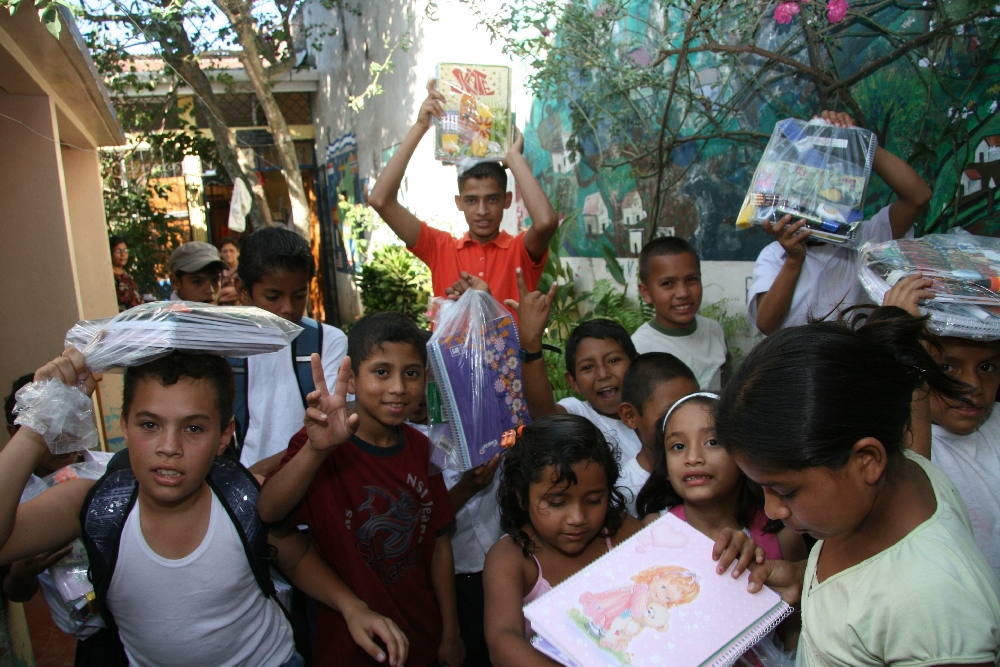
Bambini ricevitori di sostegno a distanza a Matagalpa, Nicaragua

Per sostegno a distanza (SAD), o più impropriamente adozione a distanza, si intende un atto di solidarietà che si concretizza in un contributo economico periodico con la quale le associazioni ONLUS e ONG provvedono alla sussistenza, frequenza scolastica, assistenza sanitaria o allo sviluppo economico di una persona o di un gruppo di persone.

## Adozione o sostegno?
Il termine adozione è in questa accezione usato impropriamente in quanto l'adozione vera e propria, secondo la normativa italiana e di molti Paesi, consiste nel dare una famiglia ad un minore orfano, abbandonato o maltrattato. Ha valenza giuridica, sociale ed affettiva.

Il sostegno a distanza non ha alcuna valenza giuridica o sociale, ma ha lo scopo di aiutare economicamente una o più persone (anche maggiorenni) in un particolare progetto. Nel caso di sostegno a distanza, potrebbe non esserci mai anche alcun tipo di contatto o conoscenza diretta tra colui che sottoscrive il contributo e il beneficiario.
Per questo molte associazioni e gli stessi organi istituzionali italiani (in particolare la Commissione per le adozioni internazionali e il Dipartimento per le pari opportunità, entrambi parte della Presidenza del Consiglio dei ministri) non utilizzano più la locuzione adozione a distanza preferendo sostegno a distanza per evitare confusione tra due concetti completamente differenti.

## Tipologie di sostegno
Il sostegno a distanza assume varie forme, a seconda del proponente, della località ove si effettuano e delle caratteristiche dei beneficiari.
La differenza tra un tipo ed un altro non è di valore ma semplicemente è l'adattamento di una idea di base a situazioni che possono anche essere estremamente differenti, ad esempio tra ambiti culturali diversi.
Un altro motivo di differenziazione può essere l'obiettivo di ogni associazione.
La differenza del costo di un mese di adozione è data da differenze geografiche, dai costi sostenuti per erogare servizi (ad esempio costo dei trasporti, dell'energia, disponibilità e costi di medicinali), da eventuali dazi sulle importazioni, dalla necessità di costruire nuovi edifici o di risistemare quelli preesistenti, dal fatto che il progetto preveda l'utilizzo di figure professionali (ad es. medici, psicologi, logopedisti, insegnanti) o che al progetto lavorino molti religiosi o volontari non retribuiti.
Generalmente le adozioni a distanza vengono distinte a seconda della tipologia di beneficiario:
- una determinata persona (generalmente un bambino)
- un nucleo familiare
- un gruppo di persone (ad esempio un gruppo di alunni di una scuola, un istituto, un ospedale, un campo di rifugiati o un'intera comunità).

Nel primo e nel secondo caso, al donatore vengono inviate informazioni dettagliate sul beneficiario, sulla sua vita e spesso anche alcune fotografie.
Inoltre il donatore può essere anonimo o meno. Nella seconda ipotesi e nel caso in cui il beneficiario sia ben individuabile, spesso viene intrapreso un contatto, generalmente di natura epistolare.
Il legame che unisce sostenitore e beneficiario non è mai vincolante dal punto di vista giuridico, di conseguenza non potrà mai essere reclamato alcun diritto del donatore nei confronti del beneficiario (ad es. adozione) né viceversa (ad es. rivendicazioni di natura economica).